# Caim (livro)
Caim é um livro de autoria do laureado com o Nobel de Literatura, José Saramago, e é outro de seus trabalhos que abordam a Bíblia (um é O Evangelho Segundo Jesus Cristo, publicado em 1991). Saramago teve a ideia do livro, conforme mostra no documentário José e Pilar, durante o voo de São Paulo para o Rio de Janeiro, enquanto lançava A Viagem do Elefante.
Saramago, devido a sua origem portuguesa, e toda a influência cultural exercida pelo catolicismo em tal contexto, sente a necessidade de abordar a Bíblia no seu trabalho de escritor – esse texto faz parte do seu património cultural, ao contrário do Alcorão, que Saramago entende não ser a sua função abordá-lo.
Em Caim, a interpretação bíblica do autor José Saramago é irreverente, irônica e mordaz, e não teme que os católicos voltem a crucificá-lo.
Quando de sua publicação, o livro suscitou polêmicas e recebeu fortes críticas, sendo desencadeadas, nas palavras de Saramago, "a mando da Igreja Católica e com a execução dos seus homens de mão (servos), ou jornalistas de mão, ou outros que se guiam por interesses pessoais ou rancores pessoais". Saramago classificou tal "polêmica" como "uma espécie de fartar-vilanagem", dizendo que ela nem sequer lhe "tocou a pele" e que resistiria "a todas as canalhadas que se façam à volta do livro" e de sua figura.
Disse Saramago que "[A crítica principal] é que não deveria ter feito uma literatura literal em lugar de simbólica", mas que "o problema é que as visões simbólicas são muitas", sendo, na verdade, as críticas por ele não ter feito uma "interpretação simbólica", críticas por ele não ter interpretado a Bíblia em conformidade com a interpretação católica. E, considerando o dito por Inês Pedrosa, de que "numa sociedade laica e livre ninguém tem que se fixar às leituras alheias", Saramago interpretou a Bíblia de acordo com as suas convicções. Segundo católicos que se manifestaram na mídia, "Caim e Abel simboliza a disputa de irmãos pela primazia, pelo amor do Pai. É o amor de Deus que ambos tentam conquistar". Mas é justamente esse tipo de simbolismo que Saramago considera repugnante, gerador de exclusão, intolerância, perseguição e guerras ("santas") religiosas, e ao qual ele dá uma interpretação em seu livro com um olhar irônico.
Na obra Caim, Saramago exercita a sua liberdade de expressão escrevendo um livro que aponta deus como "autor intelectual do crime, ao desprezar o sacrifício que Caim havia lhe oferecido".
Mas de que deus (sempre escrito com minúsculas no livro) Saramago está a falar?
No livro José Saramago: O amor possível escrito por Juan Arias, Saramago, em uma conversa com o autor de tal livro, disse: "Do meu ponto de vista há apenas um lugar onde existe deus, ou o diabo, ou o bem e o mal, que é na minha cabeça. Fora da minha cabeça, fora da cabeça do homem não há nada". Já em entrevistas dadas na época do lançamento de Caim, Saramago voltou a dar uma declaração no mesmo sentido: "Deus, o demônio, o bem, o mal, tudo isso está em nossa cabeça, não no céu ou no inferno, que também inventamos. Não nos damos conta de que, tendo inventado deus, imediatamente nos tornamos seus escravos".
Assim, conforme dito por Juan Arias, o "homem e apenas o homem é, definitivamente, o deus de Saramago — o homem vítima dos poderes tirânicos, o homem humilhado pela religião, o homem escravo de seus mitos, começando pelo mito de Caim e Abel que Saramago converte num jogo literário".
E é por isso que, parafraseando o dito de Saramago, de que "o Deus da Bíblia é rancoroso, vingativo e má pessoa. O Deus da Bíblia não é de fiar", Pilar del Río disse que "o género humano não é de fiar". Disse ainda depois Saramago que "Criamos um Deus à nossa imagem e semelhança (…) e por isso ele é tão cruel, porque nós somos cruéis".

## Reação à Publicação do Livro
Foi dito que, se a reação ao lançamento do livro Evangelho segundo Jesus Cristo foi épica, a que o lançamento de Caim recebeu é digna de um cenário de guerra, em especial por parte dos católicos.
Em entrevista quando da publicação do livro, o entrevistador observou que o livro havia sido publicado em Portugal, no Brasil e em Espanha, países maioritariamente católicos, e perguntou se Saramago achava que essa reação iria continuar. Para tal questão, respondeu o seguinte: "Não, em Espanha, não. Publicou-se lá recentemente um livro do Fernando Vallejo, La puta de Babilonia, que se fosse eu a escrever aquilo cá em Portugal tinham-me dependurado num desses candeeiros da avenida. É de uma violência de denúncia e de crítica que é um autêntico bota-abaixo".

## Recepção do Público Leitor
Apesar da campanha contrária da Igreja Católica, ela não conseguiu afastar os leitores, conforme dito por Saramago, "que não se deixaram intimidar pelo arraial", e o livro teve uma excelente vendagem já em seu lançamento, comprovando ser um grande sucesso de vendas.
Em Portugal, foram vendidos mais de 70 mil exemplares em pouco mais de dez dias, sendo colocada uma 4.ª edição no mercado, totalizando 80 mil exemplares colocados no mercado português contados dez dias desde o lançamento do livro. No Brasil, o livro rapidamente entrou na lista dos mais vendidos. Em espanhol, a tiragem inicial de Caim foi de 130 mil exemplares, segundo a editora Alfaguara.